# ロル・コックスヒル
ロル・コックスヒル（英語: Lol Coxhill、1932年9月19日 - 2012年7月10日）は、イングランドのフリー・インプロヴィゼーション・サックス奏者および談話家である。彼はソプラノまたはソプラニーノ・サックスを演奏した。

## 略歴
コックスヒルは、イングランドのハンプシャー州ポーツマスのジョージ・コンプトン・コックスヒル（英語: George Compton Coxhill）とメイベル・マーガレット・コックスヒル（英語: Mabel Margaret Coxhill）（旧姓モットン（英語: Motton））の間に生まれた。彼はバッキンガムシャー州アイルズベリーで育ち、1947年に最初のサクソフォーンを購入。兵役に就いた後、多忙なセミプロのミュージシャンとなり、デンジル・ベイリーズ・アフロキュービスト（英語: Denzil Bailey's Afro-Cubists）やグラハム・フレミング・コンボ（英語: Graham Fleming Combo）といったバンドと共にアメリカ空軍基地をツアーした。1960年代にはアメリカに渡って、ルーファス・トーマス、モーズ・アリソン、オーティス・スパン、チャンピオン・ジャック・デュプリーなど、ブルース、ソウル、ジャズのミュージシャンと演奏を行った。彼はまた、連れのいないソロ・サックスを演奏する練習を開発し、普通ではないパフォーマンスのシチュエーションで大道芸的に演奏した。ソロ演奏以外では、いわゆるリーダーとしてではなく、主にサイドマンまたは同じ立場のコラボレーターとして演奏し、通常のサックス奏者に期待されるようなよくあるロル・コックスヒル・トリオやカルテットを率いることはなかった。その代わりに、同志であるミュージシャンとの断続的かつ長期にわたるコラボレーションが数多くあった。
1960年代後半から1970年代初めに、彼はカンタベリー・ロックのバンドであるキャロル・グライムス・アンド・デリヴァリー、そしてケヴィン・エアーズ・アンド・ザ・ホール・ワールドのメンバーを務めた。
彼はソロ演奏と、ピアニストのスティーヴ・ミラーや、ギタリストのG.F.フィッツ＝ジェラルドとのデュエットで知られるようになった。
彼はウォータールー橋とチャリング・クロス橋の間に架かるハンガーフォード橋の一部である古い歩道橋にてソロで大道芸的に演奏し、ジョニ・ミッチェルの歌「フォー・フリー」に大きな影響を与えたと考えられていた。
コックスヒルは、マイク・オールドフィールド、モーガン・フィッシャー（モット・ザ・フープル）、クリス・マクレガーのブラザーフッド・オブ・ブレスとその音楽的系譜にあるデディケーション・オーケストラ、ジャンゴ・ベイツ、ダムド、ヒュー・メトカルフェ、デレク・ベイリーといったミュージシャンや、パフォーマンス・アート・グループのウェルフェア・ステートなどと共演した。
彼は、次のようなちょっとユーモラスな名前を持つ少人数編成の共同グループでしばしば演奏した。ジョニー・ロンド・デュオ・オア・トリオ（英語: Johnny Rondo Duo or Trio、ピアニストのデイヴ・ホランド（英語: Dave Holland、同名ベーシストとは別人）と組んでいる）、メロディ・フォール（トニー・コーとスティーヴ・ベレスフォードをフィーチャーした3人組なのに名前にはフォール＝4）、およびレシデンツ（英語: The Recedents、意味は「後退者たち」。ギタリストのマイク・クーパー（英語: Mike Cooper）とパーカッショニストのロジャー・ターナーと組んだバンド）は、メンバーが（コックスヒルの言葉で）「全員ハゲている」ので名づけられたと知られているが、その名はアメリカのバンドであるレジデンツのパロディかもしれない。通常、これらのバンドは、ボールルーム・ダンスの曲とポピュラー・ソングを散在させたフリー・インプロヴィゼーションをミックスして演奏した。彼の音楽にはユーモアがあったが、フリーの演奏は冗談ではないことを観客に伝える必要があると時々感じさせるものだった。
コックスヒルは、ブラックネル・ジャズ・フェスティバルで何度か演奏しており、ミュージシャンとして、また談話家としても出演した。彼はよく「演奏しようとしていることが理解できないかもしれない」という言葉を使って自分の音楽を紹介した。ブラックネルでの公演に続いて、彼はメロドラマティックなモノローグの「Murder in the Air」（12インチ・シングル）をレコーディングした。
息子のサイモン・コックスヒル（英語: Simon Coxhill）は有名なパンク・ドラマーであり、とりわけAcme Sewage Co.と共演した。娘のクレア・コックスヒル（英語: Claire Coxhill）はボーカリストであり、娘のマディ・コックスヒル（英語: Maddie Coxhill）はウクレレ・バンドで歌って演奏している。CD『エキゾチック・ビートルズ 其の弐 (英語: The Exotic Beatles Part 2)』の1曲「アイ・アム・ザ・ウォルラス」には、3人の子供たち全員が父親と一緒に参加している。

## ディスコグラフィ

### リーダー・アルバム
- 『イヤー・オブ・ザ・ビーホールダー』 - Ear of the Beholder (1971年、Dandelion)
- Toverbal Sweet (1972年、Mushroom Records)
- Miller/Coxhill (1973年、Caroline) ※with スティーヴ・ミラー
- 『ストーリー・ソー・ファー/オー・リアリー？』 - The Story So Far...Oh Really! (1974年、Caroline) ※with スティーヴ・ミラー
- Welfare State/Lol Coxhill (1975年、Caroline) ※with ウェルフェア・ステート・シアター・グループ
- Fleas In Custard (1975年、Caroline) ※with G.F.フィッツ＝ジェラルド
- Diverse (1977年、Ogun)
- The Joy of Paranoia (1978年、Ogun)
- Lid (1978年、Ictus)
- Digswell Duets (1979年、Random Radar Records)
- 『スロー・ミュージック』 - Slow Music (1980年、Pipe Records) ※with モーガン・フィッシャー
- Chantenay 80 (1981年、nato) ※with モーリス・ホルストフィス、レイモンド・ボニ
- French Gigs (1983年、AAA) ※with フレッド・フリス
- Instant replay (1983年、nato)
- 『LOL COXHILL & 突然段ボール』 - Lol Coxhill & Totsuzen Danball (1983年、Wax Records TKCA-30119) ※with 突然段ボール
- The Dunois Solos (1984年、nato)
- Cou$cou$ (1984年、nato)
- 10:02 (1985年、nato) ※with ダニエル・デシェイズ
- The Inimitable (1985年、Chabada)
- Café de la place (1986年、nato)
- Before My Time (1987年、Chabada)
- The Hollywell Concert (1990年、SLAM)
- Halim (1993年、Nato) ※with パット・トーマス
- Three Blokes (1994年、FMP) ※with スティーヴ・レイシー、エヴァン・パーカー
- One Night in Glasgow (1995年、Scatter) ※with パット・トーマス
- 『LOL COXHILL & 突然段ボール2』 - Lol Coxhill & Totsuzen Danball 2 (1998年、Wax Records) ※with 突然段ボール
- 『コックスヒル・オン・オガン』 - Coxhill On Ogun (1998年) ※コンピレーション
- Xmas Songs (1998年、Rectangle)
- Boundless (1998年、Emanem) ※with ヴェリアン・ウェストン
- Alone and Together (1999年、Emanem)
- Mouth (2001年、Fragile Noise) ※with マイク・ウォルター
- Worms Organising Archdukes (2002年、Emanem) ※with ヴェリアン・ウェストン
- Spectral Soprano (2002年、Emanem)
- Milwaukee 2002 (2003年、Emanem)
- Out to Launch (2003年、Emanem)
- Duology (2003年、	Slam Productions) ※with ハワード・ライリー
- Darkly (2006年、Ictus)
- Darkly Again (2006年、Ictus)
- 『エコーズ・オブ・デューンデン』 - Echoes of Duneden (2007年、Scatter) ※with G.F.フィッツ＝ジェラルド、1975年録音
- More Together Than Alone (2007年、Emanem)
- The Early Years (2007年、Ping Pong)
- Fine Tuning (2010年、Amirani)
- Success with Your Dog (2010年、Emanem) ※with ロジャー・ターナー
- The Rock On the Hill (2011年、Nato)
- Old Sights, New Sounds (2011年、Incus) ※with アレックス・ウォード
- Sitting On Your Stairs (2013年、Emanem) ※with ミシェル・ドネダ
- Morphometry (2017年、Glo-Spot) ※with レイモンド・マクドナルド

### メロディ・フォール
- Love Plays Such Funny Games (1984年)
- The Melody Four? Si Señor! (1985年)
- T.V.? Mais Oui! (1986年)
- Hello! We Must Be Going (1987年)
- Shopping For Melodies - Volume 1 (1988年)
- Shopping For Melodies - Volume 2 (1988年)

### レシデンツ
- Barbecue Strut (1987年) - Nato
- Zombie Bloodbath On The Isle Of Dogs (1991年) - Nato
- Wishing You Were Here (5CD Box set) (2014年) - Freeform Association

### 参加アルバム
- ケヴィン・エアーズ・アンド・ザ・ホール・ワールド : 『月に撃つ』 - Shooting at the Moon (1970年)
- シャーリー・コリンズ・アンド・アルビオン・カントリー・バンド : No Roses (1971年)
- ジュリエット・ローソン : Boo (1972年、Sovereign Records)
- ヒュー・ホッパー : 『1984』 - 1984 (1973年)
- デルロイ・ワシントン : Lonely Street (1973年、Count Shelly Records) ※サックス伴奏とソロ
- ケヴィン・エアーズ : 『夢博士の告白』 - The Confessions of Dr. Dream and Other Stories (1974年)
- ペニー・リンボ : The Death of Imagination (1975年、Red Herring Records)
- ダムド : 『ミュージック・フォー・プレジャー』 - Music for Pleasure (1977年)
- Various Artists : 『ミニチュアーズ』 - Miniatures: A Sequence of Fifty-One Tiny Masterpieces (1980年、Cherry Red Records) ※1曲のみ参加、モーガン・フィッシャー・プロデュース
- ジョン・ オトウェイ&ワイルド・ウイリー・バレット : Way & Bar (1980年)
- ワイルド・ウイリー・バレット : Krazy Kong Album (1980年) ※タイトル曲でのサックス・ソロ
- Va Plus Haut : The Flying Padovanis (1982年) ※収録曲でのサックス・ソロ
- Various Artists : 『ミニチュアーズ2』 - Miniatures 2: A Sequence of Sixty Tiny Masterpieces (2000年、Cherry Red Records) ※1曲のみ参加、モーガン・フィッシャー・プロデュース

## フィルモグラフィ
- Walter (1982年、Central Independent Television) スティーヴン・フリアーズ監督 - 入院患者役
- 『カラヴァッジオ』 - Caravaggio (1986年) デレク・ジャーマン監督 - 司祭役
- Frogdance(1987年、チャンネル4) - コックスヒルのドキュメンタリー番組
- 『オルランド』- Orlando (1992年) サリー・ポッター監督 - 執事役
- Strangers（TV探偵シリーズ。『Bulman』シリーズの前身）のシーズン5、エピソード「A Much Understimated Man」にカメオ出演